# Villovieco

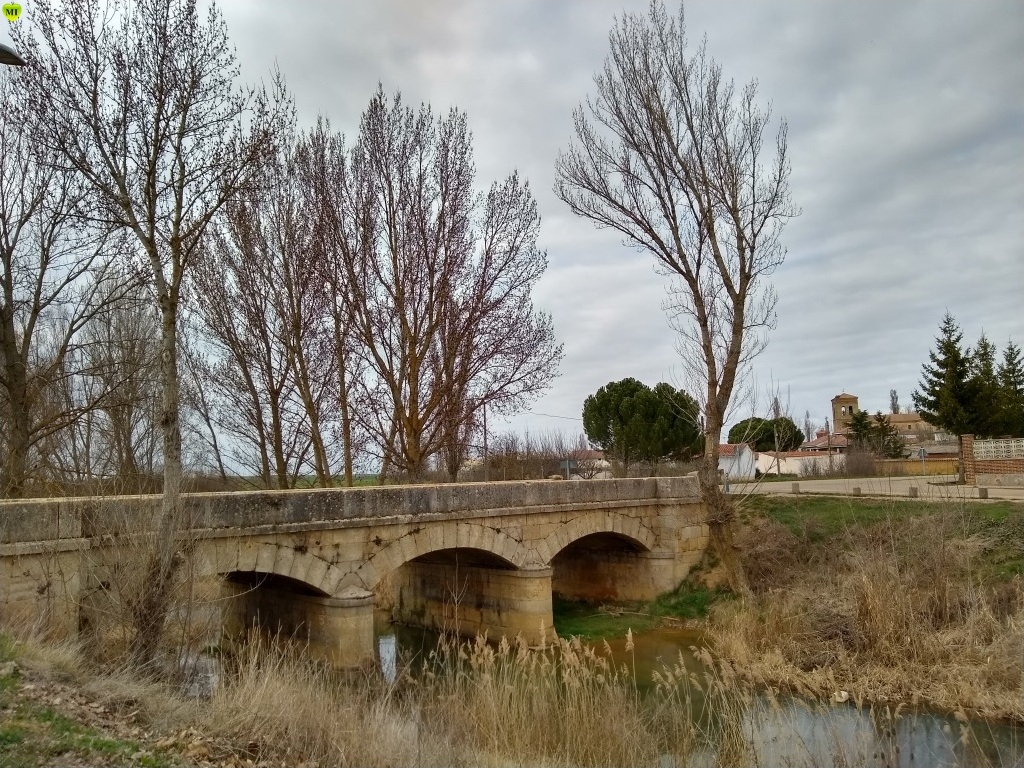
Puente sobre el río Ucieza

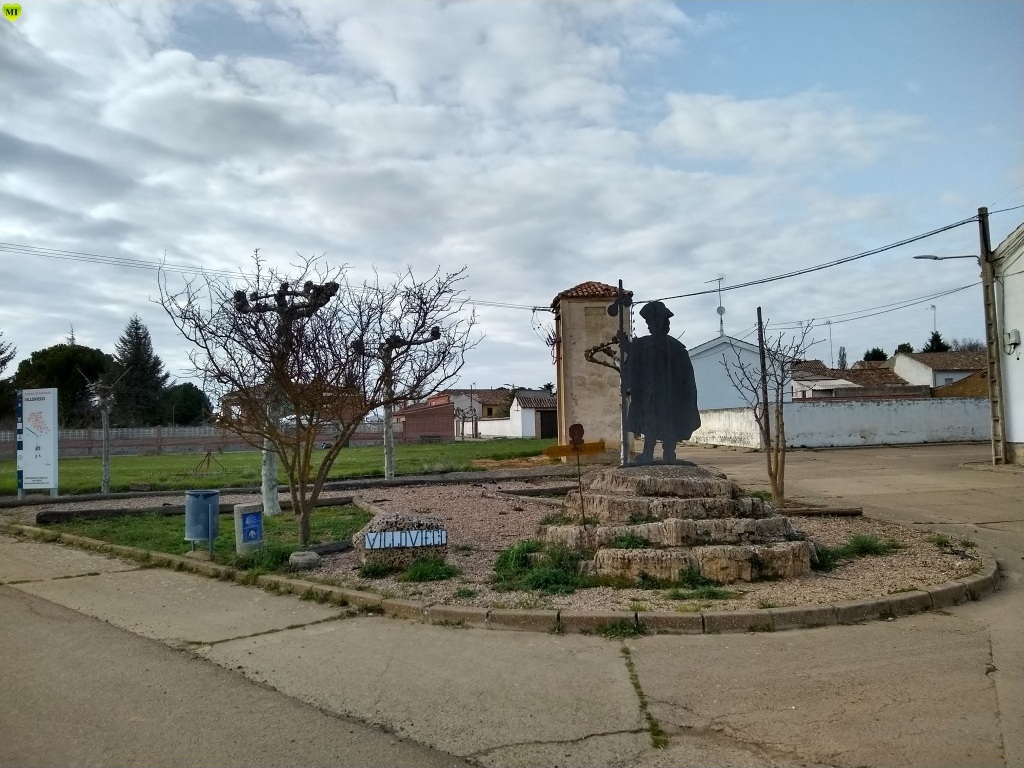

Villovieco es una localidad y municipio de la provincia de Palencia, comunidad autónoma de Castilla y León, España.

## Geografía humana

### Demografía
Cuenta con una población de 62 habitantes (INE 2024).
| Gráfica de evolución demográfica de Villovieco entre 1842 y 2021                                                      |
| |
| Población de derecho según los censos de población del INE. Población de hecho según los censos de población del INE. |

## Patrimonio
- Iglesia de Santa María